# Evelyn Rund
Evelyn Rund, ur. jako Evelyn Stolze (ur. 8 stycznia 1954 w Erfurcie) – niemiecka pływaczka reprezentująca Niemiecka Republikę Demokratyczną.

## Kariera

### Kariera pływacka
Na mistrzostwach Europy w 1970 W Barcelonie Evelyn Stolze zdobyła trzy medale w pływaniu stylem zmiennym i motylkowym. W 1972 roku wzięła udział w Letnich Igrzyskach Olimpijskich, na których zajęła szóste i piąte miejsce w pływaniu stylem zmiennym na 200 i 400 metrów.
Evelyn była członkinią klubu sportowego SC Dynamo Berlin.

### Prywatnie
Evelyn wyszła za mąż za byłego wschodnioniemieckiego zawodnika piłki wodnej i pływaka, Petera Runda. Wraz z nim ma córkę, Cathleen Großmann, która również została zawodową pływaczką.